# ニコラス・カストロ
ニコラス・フェデリコ・カストロ（Nicolás Federico Castro, 2000年11月1日 - ）は、アルゼンチン・サンタフェ州ラファエラ出身のサッカー選手。デポルティーボ・トルーカFC所属。ポジションはMF。

## クラブ経歴
2016年にニューウェルズ・オールドボーイズの下部組織に加入。2019年1月にトップチームに昇格。25日のアルヘンティノス・ジュニアーズ戦でプロデビュー。2021年シーズンより出場機会が増え、7月30日のエストゥディアンテス・デ・ラ・プラタ戦でプロ初ゴールを記録。同年シーズンはリーグ戦24試合5ゴールを記録。翌2022年シーズンもシーズン途中まで16試合3ゴールを決めた。
2022年7月18日、KRCヘンクと5年契約を結んだ。
2023年8月7日、2023-24シーズンはエルチェCFへレンタル移籍することが決定した。